# 北豫州
北豫州，中国南北朝时设置的州。
- 东汉豫州治谯，曹魏豫州治汝南安城，晋朝豫州治项。晋安帝司马德宗置司州。北魏泰常末年改南朝宋司州为豫州。治虎牢县大栅城（今河南荥阳市西北汜水西）。辖境相当今河南郑州市、荥阳市、巩义市以东、中牟县以西、原阳县以南、新密市、新郑市以北地。太和十九年（495年）罢北豫州，置东中府。东魏天平元年（534年）复置北豫州。治成皋郡（今河南荥阳县西北汜水镇）。领三郡，十二县，40728户，182551口。大统九年（543年）东魏北豫州刺史高仲密举州附西魏。北周改为荥州。
- 南朝梁天监十三年（514年）置北豫州，治所在湖陂城（今湖北麻城市西南），之后废除。